# Bisdom Nuevo Casas Grandes
Het bisdom Nuevo Casas Grandes (Latijn: Dioecesis Neograndicasensis) is een rooms-katholiek bisdom met als zetel Nuevo Casas Grandes, in Mexico. Het bisdom is suffragaan aan het aartsbisdom Chihuahua. 

## Geschiedenis
Het bisdom werd opgericht op 13 april 1977, als de territoriale prelatuur Nuevo Casas Grandes, uit delen van het bisdom Ciudad Juárez. Op 3 juni 2000 werd het verheven tot bisdom. 

## Parochies
Het bisdom had in 2021 een oppervlakte van 36.320 km2 en telde 190.950 inwoners waarvan 77,8% rooms-katholiek was.

## Bisschoppen
- Hilario Chávez Joya (13 april 1977 - 22 mei 2004)
- Gerardo de Jesús Rojas López (22 mei 2004 - 7 december 2010)
- Jesús José Herrera Quiñonez (27 oktober 2011 - 21 september 2023)
- sedisvacatie

Chihuahua (aartsbisdom) · Ciudad Juárez · Cuauhtémoc-Madera · Nuevo Casas Grandes · Parral · Tarahumara